# Млади либерали Црне Горе
Млади либерали Црне Горе политички су подмладак Либералне партије Црне Горе који окупља све младе људе који вјерују у идеје либералзма и либералне демократије. Основани су 1990. године као подмладак Либералног савеза Црне Горе, а од 2004. године, када је ЛСЦГ замрзнуо свој рад, настављују своју дјелатност у оквиру Либералне партије. Чланство МЛЦГ су сви чланови Либералне партије од 18 до 30 година. Млади Либерали Црне Горе чланови су Европских младих либерала.

## Политички профил
Млади либерали Црне Горе су једина организација младих либерала у Црној Гори и једина организација која окупља младе људе око идеја либерализма. Млади либерали саставни су дио Либералне партије Црне Горе у оквиру које уживају аутономију. . Рад Младих либерала препознатљив је од 1990.-их година када су били активни учесници антиратног покрета и покрета за суверену државу Црну Гору који је предводио Либерални савез. Данас Млади либерали у Црној Гори препознати су као прогресивна снага која иницира друштвене реформе и покреће широке дебате на темељима либерализма о многим табу темама конзервативног друштва.
Слободан појединац у слободном друштву један је од главних програмских циљева Младих либерала.

## Организациона структура
Устројство организације одређено је Статутом Младих либерала. Организација МЛЦГ ослања се на административни подјелу Црне Горе и дјелује при одборима Либералне партије у свакој Општини. Радом МЛЦГ координира секретар организације као и потпредсједник ЛПЦГ задужен за младе.
Органи Младих Либерала су:
- Конференција Младих либерала бира предсједника Младих либерала, бира остале органе Младих либерала, доноси Статут и Порограм, утврђује политичке смјернице дјеловања између двије Конференције, усваја Декларације и Резолуције и обавља друге прописане послове.
- Предсједник Младих либерала представља и заступа Младе либерале, предсједник сазива и руководи радом Предсједништва и Конференције, обавља друге послове одређене Статутом.
- Предсједништво Младих либерала креира и води политику, спроводи одлуке Конференције, предлаже Конференцији програмске и друге акте. Оно је управно и извршно тијело Младих либерала и чине га предсједници свих Општинских организација младих.

## Чланство у међународним организацијама
- Европска либерална омладина (LYMEC)
- Мрежа младих либерала југоисточне Европе (ISEEL)